# Герб Оверні
Герб Оверні — герб регіону у центрі Франції.

## Опис
Герб Оверні, який іноді називають гонфанона, походить від прапора Оверньята. Герб Оверні має такий вигляд: у золотому полі золотий червоний гонфанон, облямований золотою бахромою.

## Історія
Герб Оверні, або гонфанон червоного кольору, використовувався графами Оверні щонайменше з ХІІ століття, а на печатках та іконографії графів Роберта IV та Гая II гонфанон вже зображувався як емблема.
Найбільш схожа гіпотеза полягає в тому, що гонфанон був прийнятий графом Вільгельмом VI. Традиція свідчить, що під час завоювання Єрусалиму цей стяг носив Євстахій ІІІ Булонський, брат Годфруа де Буйонського, який брав участь у хрестовому поході на Єрусалим. Вільгельм VI брав участь у цьому хрестовому поході і цілком може бути творцем згаданого герба.
Однак цей стяг, навколо якого згуртувалися тодішні лицарі Овернської нації, скоріше за все, належить абату Сен-Жеро д'Орільяку (Saint-Géraud d'Aurillac), який мав червоне полотно із зелено облямівкою.
На прапорі Форарльберга, найзахіднішої землі Австрії, також зображений гонфанон, дуже схожий на герб Оверні.

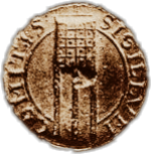
Герб Гая II Овернського (печатка ХІІ ст.)
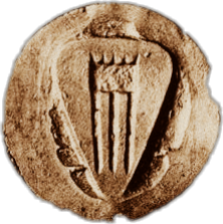
Герб Роберта IV Овернського (печатка ХІІ ст.)
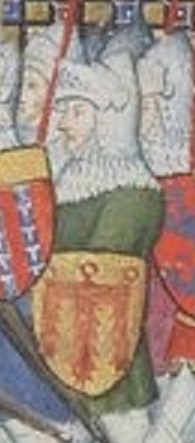
Герб Оверні на середньовічній мініатюрі
Старий прапор абатства Орійяк (реституція)
Герб Форарльберга